# Филипе Луиш
Филипе Луиш Касмирски (на португалски: Filipe Luís Kasmirski) по-известен като Филипе Луиш (роден 9 август 1985 г.) е бивш бразилски футболист, играещ на поста ляв бек. Филипе прекарва по-голямата част от кариерата си в Испания, подвизавайки се с екипите на Депортиво Ла Коруня и Атлетико Мадрид, с които печели отличия на домашната и международната сцена.

## Клубна кариера

### Ранни години
Филипе Луиш е роден в Жарагуа до Сул, Санта Катарина. След юношеските си години във Фигейренсе, през 2004 г. се присъединява към Аякс, където изкарва цял сезон. През август 2005 г. подписва с Реал Мадрид и записва мачове за втория отбор в Сегунда дивисион.

### Депортиво
През 2006 г. преминава под наем в Депортиво с клауза за закупуване на стойност €2,2 млн. Първия му сезон в клуба не е много успешен, но наемът му е удължен за още един сезон. След напускането на титулярния ляв бек Жоан Капдевила, Луиш става първи избор за тази позиция.
На 10 юни 2008 г. подписва 4-годишен договор с клуба. През сезона взима участие в абсолютно всички мачове в първенството като отбелязва и две попадения.
На 23 януари 2010 г. след като отбелязва първото попадение срещу Атлетик Билбао, получава ужасяваща контузия след като вратаря на опонентите Ирайсос пада върху крака му. Изненадващо, Филипе се завръща в игра само след 4 месеца, влизайки в игра при победата с 1-0 над Майорка, където центрира за гола на Рики.